# Messier 3
Messier 3 (znana także jako M3 lub NGC 5272) – gromada kulista znajdująca się w gwiazdozbiorze Psów Gończych. Obiekt został odkryty przez Charles’a Messiera 3 maja 1764 roku. Jest to jedna z największych i najjaśniejszych gromad, składa się z ponad pół miliona gwiazd. Na niebie M3 odnajdziemy na południowym krańcu konstelacji Psów Gończych, przy granicy z Warkoczem Bereniki i Wolarzem, 12° na północny zachód od Arktura.
Znajduje się około 33 900 lat świetlnych od Ziemi, ma kulisty kształt o średnicy 160 lat świetlnych. Obserwowana wielkość gwiazdowa M3 wynosi 6,2m i w bardzo dobrych warunkach obiekt jest widoczny nieuzbrojonym okiem. W gromadzie tej znajduje się wyjątkowo dużo gwiazd zmiennych.